# Союз-7
«Союз-7» — пилотируемый космический корабль серии «Союз».

## Экипажи
Основной экипаж
- Анатолий Филипченко (1-й космический полёт)
- Владислав Волков (1-й космический полёт)
- Виктор Горбатко (1-й космический полёт)

Дублирующий экипаж
- Владимир Шаталов
- Алексей Елисеев
- Пётр Колодин

## Описание полёта
Первый групповой полёт трёх космических кораблей: «Союз-6», «Союз-7» и «Союз-8».
Официально было объявлено, что целью полёта является испытание систем космического корабля, проведение манёвров на орбите во время группового полёта, а также проведение научных, технических и медико-биологических экспериментов.
Фактически целью полёта была стыковка кораблей «Союз-7» и «Союз-8» и переход одного космонавта из корабля «Союз-7» в «Союз-8» и одного в обратном направлении.
Космонавты «Союза-6» должны были находиться поблизости (приблизительно в 50 метрах) и производить киносъёмку стыковки. Однако из-за отказа электронной системы автоматической стыковки «Игла» стыковка не состоялась. Корабли были оборудованы только для автоматической стыковки, ручная стыковка, под управлением космонавтов, оказалась невозможна, так как у космонавтов не было средств измерения относительной дальности и скорости, не завязанных на систему «Игла». Предпринятая попытка ручной стыковки завершилась неудачно — относительная скорость кораблей была слишком большой, и пришлось экстренно расходиться.
17 октября корабль «Союз-7» успешно приземлился.

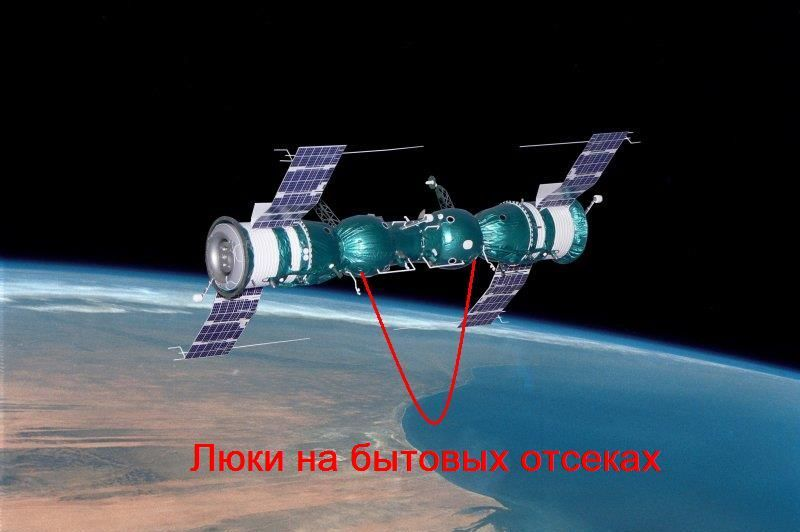
Рисунок художника, стыковка кораблей «Союз-4» и «Союз-5» 16 января 1969 года.
Аналогичная программа полёта была у кораблей «Союз-7» и «Союз-8». Космонавты должны были в скафандрах «Ястреб» выйти в открытый космос, используя бытовые отсеки как шлюзовые камеры, и перейти из одного корабля в другой.